# FIBAアジアチャンピオンズカップ
バスケットボール・チャンピオンズリーグ・アジア（英: Basketball Champions League Asia）はFIBAアジア主催で毎年開催される男子バスケットボールの国際大会である。旧FIBAアジアチャンピオンズカップ。

## 歴史
アジアバスケットボール連盟（ABC）時代は「ABCアジアクラブ選手権」という大会名であった。
第1回は1981年で、1995年より毎年開催。2009年で第20回を数える大会。参加チームはクラブチームあるいはナショナルチーム（おもにB代表など）。
アジアバスケNo.1を決定する大会となっているが、日本などは近年参加していなかった。しかし、2018年よりB.LEAGUE王者が参加する。
2024年より現大会名。

## 歴代記録
| 回 | 年   | 開催地           | 優勝                                    | 決勝スコア | 準優勝                                       | 3位                                  |
| 1  | 1981 | 香港             | 八一ロケッツ（1）                       | 98-53      | 日本鋼管                                     | マニラ商工体育協会                   |
| 2  | 1984 | イポー           | NCC（1）                                | 82-56      | 八一ロケッツ                                 | 光華                                 |
| 3  | 1988 | ジャカルタ       | スウィフトPABL（1）                     | 84-69      | 遼寧ハンターズ                               | 三星                                 |
| 4  | 1990 | ジャカルタ       | 遼寧ハンターズ（1）                     |            | 韓国銀行                                     | カズマSC                             |
| 5  | 1992 | バンコク         | 起亜自動車（1）                         |            | 遼寧ハンターズ                               | カズマSC                             |
| 6  | 1995 | クアラルンプール | PBLアンドックス（1）                    | 107-82     | ペトロナス                                   | 起亜自動車                           |
| 7  | 1996 | マニラ           | ハーピー歯磨き（1）                     | 77-74      | いすゞ自動車                                 | 広東サザンタイガース                 |
| 8  | 1997 | ジャカルタ       | リーガル香港（1）                       | 64-59      | 起亜自動車                                   | アスパック                           |
| 9  | 1998 | クアラルンプール | 北京オリンピアンズ（1）                 | 71-70      | リーガル香港                                 | アル=リヤディ・ベイルート            |
| 10 | 1999 | ベイルート       | サジェスSC（1）                         | 84-71      | 遼寧ハンターズ                               | ペトロナス                           |
| 11 | 2000 | ベイルート       | サジェスSC（2）                         | 55-52      | アル・イテハド                               | アル・マナーマ                       |
| 12 | 2001 | ドバイ           | アル・イテハド（1）                     | 103-101 OT | アル・ラーヤンSC                             | アル=ワーダ                          |
| 13 | 2002 | クアラルンプール | アル・ラーヤンSC（1）                   | 92-78      | アル・イテハド                               | アル=ワーダ                          |
| 14 | 2003 | クアラルンプール | アル=ワーダ（1）                        | 96-63      | アル・ラーヤンSC                             | 尚武                                 |
| 15 | 2004 | シャールジャ     | サジェスSC（3）                         | 72-70      | アル=ワーダ                                  | アル・ラーヤンSC                     |
| 16 | 2005 | ケソン           | アル・ラーヤンSC（2）                   | 83-76      | ファストリンク                               | サジェスSC                           |
| 17 | 2006 | クウェートシティ | ファストリンク（1）                     | 102-64     | アル=ジャラー                                | アル・ラーヤンSC                     |
| 18 | 2007 | テヘラン         | サバ・バッテリー（1）                   | 84-75      | アル=ジャラー                                | アル・ラーヤンSC                     |
| 19 | 2008 | クウェートシティ | サバ・バッテリー（2）                   | 82-75      | アル・ラーヤンSC                             | アル=ワスル                          |
| 20 | 2009 | ジャカルタ       | マフラム・テヘラン（1）                 | 78-68      | ザイン                                       | アル=リヤディ・ベイルート            |
| 21 | 2010 | ドーハ           | マフラム・テヘラン（2）                 | 93-73      | アル・ラーヤンSC                             | アル=リヤディ・ベイルート            |
| 22 | 2011 | パシッグ         | アル=リヤディ・ベイルート（1）          | 93-73      | マフラム・テヘラン                           | アル・ラーヤンSC                     |
| 23 | 2012 | ベイルート       | 決勝戦は開催されず                      | 不戦       | マフラム・テヘラン アル=リヤディ・ベイルート | デュホックSC                         |
| 24 | 2013 | アンマン         | フーラド・マハン・イスファーハンBC（1） | 84-74      | アル・ラーヤンSC                             | 応用科学大学                         |
| 25 | 2016 | 湖南省郴州       | 新疆フライングタイガース（1）           | 96-88      | アル=リヤディ・ベイルート                    | ペトロチミ・バンダール・イマームBC   |
| 26 | 2017 | 湖南省郴州       | アル=リヤディ・ベイルート（2）          | 88-59      | 新疆フライングタイガース                     | BCアスタナ                           |
| 27 | 2018 | ノンタブリー     | ペトロチミ・バンダール・イマームBC（1） | 68-64      | アルバルク東京                               | ソウルSKナイツ                       |
| 28 | 2019 | ノンタブリー     | アルバルク東京（1）                     | 98-74      | アル＝リヤディ・ベイルート                   | パラエシュ・ナフト・アーバーダーンBC |
| 29 | 2024 | ドバイ           | アル＝リヤディ・ベイルート              | 122–96     | Shabab Al Ahli                               | 広島ドラゴンフライズ                 |
| 30 | 2025 | ドバイ           | 宇都宮ブレックス                        | 94–93      | アル＝リヤディ・ベイルート                   | Ulaanbaatar Xac Broncos              |